# Autonome Provinz Westbosnien

Flagge der Autonomen Provinz Westbosnien (1993–95)

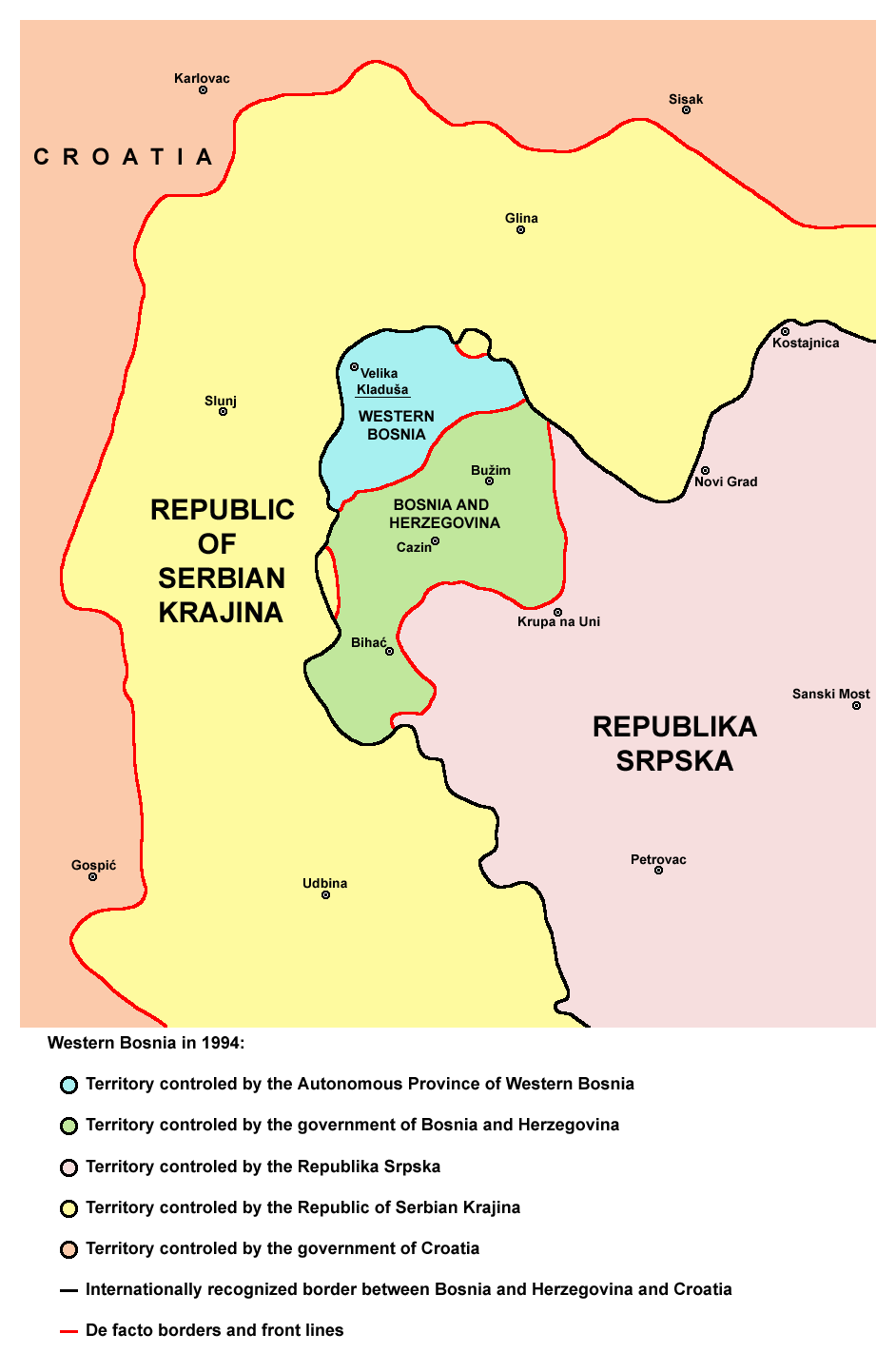
Karte von Westbosnien, 1994

Flagge der Republik Westbosnien (1995)

Die Autonome Provinz Westbosnien (bosnisch Autonomna pokrajina Zapadna Bosna) war eines der vier während des Bosnienkrieges auf dem Gebiet des heutigen Staates Bosnien und Herzegowina entstandenen Herrschaftsgebiete. 
Es war fast ausschließlich von Bosniaken bewohnt, spaltete sich jedoch aufgrund politischer Differenzen vom ebenfalls bosniakisch dominierten Zentralbosnien ab und stand über den größten Teil des Bosnienkrieges unter Kontrolle der Narodna odbrana Zapadne Bosne (Volksverteidigung Westbosniens). Kurz vor dem Ende des Bosnienkrieges wurde 1995 die Republik Westbosnien (Republika Zapadna Bosna) ausgerufen; eine internationale Anerkennung als Staat erfolgte jedoch nicht.

## Geschichte
Im Sommer 1993 kam es im bosnischen Staatspräsidium zu einer Führungskrise, die von westlichen Medien zum Teil so interpretiert wurde, dass der bosnische Präsident Alija Izetbegović abgesetzt sei. Dieser hatte die in Genf stattfindenden Verhandlungen über einen Friedensplan, der eine Aufteilung des Landes vorsah, trotz der für seine Truppen schlechten militärischen Lage abgelehnt. Fikret Abdić, der ebenfalls dem Staatspräsidium angehörte, aber Befürworter von Friedensverhandlungen war, entzog daraufhin Izetbegović seine Loyalität und erzielte für seine Heimatregion im Nordwesten des Landes (rund um Velika Kladuša) einen Separatfrieden mit den serbischen Führern, nachdem er schon zuvor größere Kriegshandlungen in diesem Gebiet verhindert hatte. 
Ausschlaggebend hierfür dürfte gewesen sein, dass dieses Gebiet einerseits von serbisch kontrollierten Gebieten (der Republika Srpska Krajina auf kroatischem Territorium und der Republika Srpska) umschlossen und damit von Zentralbosnien abgeschnitten war, andererseits aber mit Agrokomerc, dessen Direktor Fikret Abdić war, einen großen Lebensmittelkonzern beherbergte, an dessen Funktionieren auch die Serben ein Interesse hatten, da sie einen großen Teil ihrer Lebensmittel von dort bezogen. Die Regierung in Sarajevo, die Abdić nun als Verräter ansah, konnte allerdings die im Süden dieses Gebietes gelegene größere Stadt Bihać unter ihre Kontrolle bringen, wo der Kommandeur des 5. Korps, General Ramiz Dreković, als Statthalter fungierte.
Bei Kämpfen zwischen den zerstrittenen bosniakischen Seiten kamen im Herbst 1993 zahlreiche Menschen ums Leben. Am 21. August 1994 gelang es den Regierungstruppen, Velika Kladuša einzunehmen. Daraufhin floh nahezu die gesamte Bevölkerung des Gebiets (rund 20 000 Menschen) in die Serbische Republik Krajina. Von dort aus gelang es einige Monate später den Rebellen das Gebiet zurückzuerobern.
Als im August 1995 die Serbische Republik Krajina von der kroatischen Armee erobert wurde, flohen serbische Einwohner und Soldaten nach Velika Kladuša, woraufhin die kroatische Armee und bosnische Regierungstruppen gemeinsam das Gebiet einnahmen. Abdić wurde 2002 in Kroatien wegen seiner Beteiligung am Tod von 400 Zivilisten und der Errichtung von Lagern zu 15 Jahren Haft verurteilt.